# 1467

## Události
- 22. dubna – Král Jiří z Poděbrad započal válečné operace namířené proti Zelenohorské jednotě.
- V Japonsku propuká stoletá občanská válka, v níž znepřátelené samurajské armády bojují o nadvládu nad zemí.

### Probíhající události
- 1455–1487 – Války růží
- 1467–1477 – Válka Ónin

## Narození
- 1. listopadu – Zikmund I. Starý, polský král († 1. dubna 1548)
- březen – Augustin Olomoucký, český spisovatel († 3. listopad 1513)
- 27. října – Erasmus Rotterdamský, holandský myslitel († 12. července 1536)

## Úmrtí
- 22. ledna – Li Sien, politik čínské říše Ming (* ? 1408)
- 15. června – Filip III. Dobrý, burgundský, brabantský a lucemburský vévoda (* 1396)
- 3. srpna – Eleonora Portugalská, císařovna jako manželka Fridricha III. (* 1434/1436)
- 12. prosince – Jošt II. z Rožmberka, biskup vratislavský, kníže niský a velkopřevor českých johanitů (* 1430)
- ? – João Gonçalves Zarco, portugalský mořeplavec (* 1394)

## Hlavy států
- České království – Jiří z Poděbrad
- Svatá říše římská – Fridrich III.
- Papež – Pius II. – Pavel II.
- Anglické království – Eduard IV.
- Dánsko – Kristián I. Dánský
- Francouzské království – Ludvík XI.
- Polské království – Kazimír IV. Jagellonský
- Uherské království – Matyáš Korvín
- Litevské velkoknížectví – Kazimír IV. Jagellonský
- Chorvatské království – Matyáš Korvín
- Norsko – Kristián I. Dánský
- Portugalsko – Alfons V. Portugalský
- Švédsko – regent Jöns Bengtsson Oxenstierna – Karel VIII. Knutsson